# Nicola Fusaro
Nicola Fusaro (Acri, 8 febbraio 1950) è un ex calciatore italiano, di ruolo attaccante trequartista.

## Carriera
Ha disputato 22 incontri nella Serie A 1974-1975 con la maglia del Varese.
Ha inoltre collezionato 95 presenze e 6 reti in Serie B nelle file di Varese, Brindisi e Catania, vincendo col Varese il campionato nella stagione 1973-1974.

## Palmarès

### Club

#### Competizioni nazionali
- Campionato italiano di Serie B: 1

Varese: 1973-1974